# Понграцовце
Понграцовце (словац. Pongrácovce) — село в Словаччині, Левоцькому окрузі Пряшівського краю. Розташоване на півночі східної Словаччини в північно-східній частині Горнадської улоговини на південно-східних схилах Левоцьких гір.
Уперше згадується у 1297 році.
У селі є римо-католицький костел з кінця 13 століття.

## Населення
| Рік:            | 1994. | 2004.    | 2014. | 2024.    |
| --------------- | ----- | -------- | ----- | -------- |
| Кількість осіб: | 114   | 100      | 111   | 140      |
| Різниця:        |       | -12,28 % | +11 % | +26,12 % |

| Рік:            | 2023. | 2024.   |
| --------------- | ----- | ------- |
| Кількість осіб: | 135   | 140     |
| Різниця:        |       | +3,70 % |

У селі проживає 95 осіб.
Національний склад населення (за даними останнього перепису населення — 2001 року):
- словаки — 99,08 %.

Склад населення за приналежністю до релігії станом на 2001 рік:
- римо-католики — 99,08 %,
- не вважають себе вірянами або не належать до жодної вищезгаданої конфесії — 0,92 %.